# Sobór św. Mikołaja w Niżynie
Sobór św. Mikołaja (ukr. Свято-Миколаївський собор) – sobór prawosławny w stylu wczesnego baroku w Niżynie na Ukrainie. Katedra eparchii niżyńskiej Ukraińskiego Kościoła Prawosławnego Patriarchatu Moskiewskiego.

## Historia
Obecna cerkiew, pochodząca najprawdopodobniej z okresu 1650–1660, powstała na miejscu wcześniejszej, drewnianej cerkwi za pieniądze Iwana i Wasyla Zołotarenków (budowniczymi obiektu byli kozacy z pułku niżyńskiego). Barokowy sobór stał się architektonicznym wzorem dla kolejnych obiektów w tym samym stylu na całej Ukrainie. W 1663 w sobór był areną części wydarzeń tzw. Czarnej Rady, w następnie której hetmanem kozackim został zwolennik współpracy z Rosją – Iwan Brzuchowiecki. W dwadzieścia lat później sobór, razem z całym miastem, został zniszczony przez oddział księcia Romadanowskiego za współpracę z Piotrem Doroszenką. Został jednak pieczołowicie odbudowany. 
W latach 1920–1939 sobór został zamieniony na magazyn. Po 1946 do upadku ZSRR mieścił się w nim lokalny dom kultury. Od 1990 pełni ponownie funkcje sakralne. 

## Architektura
Sobór wzniesiony jest z cegły i białego marmuru w stylu barokowym, na planie krzyża greckiego. Najwyższa z pięciu kopuł obiektu ma 55 m wysokości, szerokość nawy poprzecznej wynosi 13 m. Wszystkie kopuły soboru są malowane na zielono i złoto. We wnętrzu wyróżnia się bogato rzeźbiony ikonostas. Wszystkie okna w cerkwi są półkoliste, otoczone sztukateriami i płaskorzeźbami. Centrum fasady obiektu stanowi niewielka rozeta. 